# Ahmad Albar
Ahmad Syech Albar conocido muiscalmente como Ahmad Albar (Nacido en Surabaya, Java Oriental, el 16 de julio de 1946), es un cantante y músico indonesio quien fue vocalista God Bless. Ahmad Albar es hijo de los artistas Syech Albar y Farida Al-Hasni. Su madre se divorció y se casó con el artista, Jamaluddin Malik. De este matrimonio dio a luz a una hija quien más adelante se iniciara como artista, la cantante Camelia Malik. Ahmad Albar también es conocido como su otro apodo, Iye. Ahmad Albar se casó con el artista Rini S. Bono, con quien tiene tres hijos: entre ellos el actor Fauzi Albar, cuyo nombre verdadero es Fachri Albar, y Albar Fadli.

## Discografía

### Álbum
- Zakia - 1979
- Syair Kehidupan - 1980
- Risau - 1983
- Langkahkan Pasti bersama Fariz RM
- Secita Cerita bersama Fariz RM
- Scenario bersama Fariz RM
- 123 bersama Farid Hardja
- Tangan Baja bersama Farid Hardja
- Dunia Huru Hara
- Dunia Dibakar Api - 1988 bersama Areng Widodo
- Kartika - 1989 duet bersama Gito Rollies
- Jangan Bedakan Kami bersama Pakarock - 1990
- Bis Kota - 1990
- Bara Timur - 1991
- Giliran Siapa - 1991
- Rini Tomboy - 1991
- Menanti Kepastian - 1992
- Semestinya bersama Addie MS
- Bunga Kehidupan - 1994
- Biarlah Aku Pergi - 1994
- Kendali Dendam - 1995
- Jangan Ada Luka - 1996

### BersamaDuo Kribo
- 1977 - Neraka Jahanam
- 1978 - Pelacur Tua
- 1978 - Panggung Sandiwara

### BersamaGong 2000
- Bara Timur - 1991
- Gong Live - 1992
- Laskar - 1993
- Prahara - 2000

### BersamaGod Bless
- God Bless - 1975 -
- Cermin - 1980
- Semut Hitam - 1988
- Raksasa - 1989
- Apa Kabar - 1997
- 36 th - 2009
- The Story of God Bless - 1990
- 18 Greatest Hits of God Bless - 1992

## Filmografía
- Perawan Malam (1974)
- Si Doel Anak Modern (1976)
- Duo Kribo (1977)
- Kuda-Kuda Binal (1978)
- Cubit-Cubitan (1979)
- D'Love (2010)